# Simone Rota
Simone Rota, né le 6 novembre 1984 à Parañaque, est un footballeur international philippin.

## Biographie
Recueilli par un orphelinat, il est élevé par des sœurs Franciscaines avant d'être adopté par une famille italienne qui lui donne son nom. 
Il joue pour plusieurs équipes italiennes et suisse, comme défenseur ou milieu de terrain: AC Pro Sesto (2001-2010), FC Lugano (2008-2009), Borgomanero (2010-2012), Asti (2012-2014). En 2003, il devient le premier joueur philippin à marquer un but dans un championnat professionnel de football en Italie.
En 2014, il s'engage avec l'équipe de Stallion FC, à Iloilo, qui joue en première division dans le championnat des Philippines. Il est sélectionné en équipe des Philippines à vingt reprises et marque deux buts.